# Ferruccio Lamborghini
Ferruccio Lamborghini (Renazzo, 28. travnja 1916. – Perugia, 20. veljače 1993.), punim imenom Ferruccio Elio Arturo Lamborghini, osnivač tvrtke Automobili Lamborghini, uspješnog proizvođača automobila i traktora. 

## Životopis
Ferruccio Lamborghini je rođen u malom selu Renazzo, u provinciji Ferrara, pokrajina Emilia-Romagna, roditelji su mu bili poljoprivrednici. Počeo se je baviti popravljanjem očevog traktora i pohađao je tehničku školu u Bologni. Za vrijeme drugog svjetskog rata unovačen je u talijansko ratno zrakoplovstvo gdje je radio u prijevoznom odjelu. 1944.g. zarobile su ga britanske snage gdje je do kraja rata radio u odjelu za popravke vozila. Poslije rata vratio se u rodno mjesto gdje je od ratnih viškova počeo sastavljati traktore u svojoj maloj garaži za lokalno stanovništvo. Zbog velike potražnje i kvalitete traktora posao mu je išao dobro i ubrzo je preselio u veću radionu. U to vrijeme počeo je prerađivati Fiatova vozila za natjecanje u auto utrkama. U prerađenom Fiat Topolinu i sam Ferruccio je nastupio 1948.g. u poznatoj utrci Mille Miglia. Na nesreću automobil je uništen u sudaru. 1949.g. Lamborghini je počeo proizvoditi traktore, bez korištenja ratnih ostataka. Uskoro su traktori Lamborghini postali najbolji u Italiji. Obogativši se na traktorima Ferruccio je osnovao drugu tvornicu koja je proizvodila sustave za klimatizaciju i centralno grijanje. Lamborghini je postao jedan od najbogatijih ljudi u Italiji.    

### OsnivanjeAutomobili Lamborghini
Bogati proizvođač traktora i sustava za klimatizaciju i centralno grijanje, Lamborghini bio je i sakupljač sportskih automobila. U svojoj kolekciji imao je nekoliko skupocjenih automobila, Mercedes, Jaguar i Ferrari. Primijetio je da kvačila njegovih traktora koriste neke iste dijelove, istog proizvođača kao i njegov Ferrari. Prišao je Enzu Ferrariju s kritikom da kvačila na Ferrarijima imaju problema s pouzdanošću slično kao i njegovi traktori. Ferrari je uvrijedio Lamborghinija rekavši mu da proizvođač traktora nije kvalificiran da kritizira Ferrari. Ferruccio Lamborghini sam je uklonio kvar na kvačilu Ferrarija uz pomoć rezervnih dijelova iz vlastitog skladišta. Nakon toga Ferrari je radio besprijekorno. Uvrijeđeni Lamborghini odlučio je napraviti automobil koji će biti "bolji Ferrari od Ferrarija".  
Da bi ostvario ovaj cilj, osnovao je svoju vlastitu tvrtku za proizvodnju automobila u blizini tvronice Ferrari i uposlio dva bivša zaposlenika u Ferrariju Gianpaolo Dallaru i Boba Wallaca da mu razviju automobil. Prvi automobil u proizvodnji bio je model Lamborghini 350GT koji je bio u svemu nadmoćniji od Ferrarija.  
Treći model tvrtke bila je Miura, legendarni model koji je započeo s običajem ugradnje motora između prednje i stražnje osovine za sportske automobile.

### Lamborghinijeva odluka o neutrkivanju
Dok su ostali proizvođači koristili auto utrke kako bi pokazali brzinu, pouzdanost i tehničku superiornost svojih modela, Ferruccio Lamborghini je jasno rekao da njegova tvrtka neće sudjelovati u utrkama. To je uzrokovalo dosta napetosti između Ferruccia i njegovih inženjera iz Ferrarija koji su bili veliki entuzijasti za utrke. Nekolicina od njih počela je samostalno u svoje slobodno vrijeme raditi na trkaćem modelu s motorom smještenim između osovina. Kada je Lamborghini to otkrio, dopustio je nastavak razvoja modela, ali je inzistirao da se ne napravi verzija za utrkivanje. Projekt je kasnije evoluirao u Miuru.

### Borbe bikova
Za simbol tvrtke uzet je bik, horoskopski znak Lamborghinija. Miura model je dobio ime prema poznatom treneru bikova za borbu don Eduarda Miure. Islero model je nazvan prema imenu bika (treniranog ga don Eduardo Miura) koji je usmrtio poznatog španjolskog matadora Manuela Rodrigueza. Espada znači mač, inače oružje matadora.
Jarama područje u Španjoskoj poznato po uzgoju bikova i staza za moto utrke u blizini Madrida.  
Posljednji model Lamborghinija koji je predstavljen za vrijeme dok je na čelu tvrtke bio Ferruccio imao je naziv Countach, jedini koji nije imao veze s borbama bikova. Kasniji vlasnici vratili su se tradiciji davanja imena vezano uz borbe bikova.

### Povlačenje
Velika investicija u povećanje proizvodnih kapaciteta tvornice traktora bila je uzaludna. Narudžba za traktore koju su trebale biti isporučene državama u Južnoj Americi i zbog koje je bila potrebna investicija u tvornicu, propala je. Otkaz narudžbe prisilio je Ferruccia prodati svoj dio svog udjela u tvornici.  
1972. g., Georges-Henri Rossetti postao je Lamborghinijev partner u poslu sa sportskim automobilima.  Lamborghini je prodao svoj udio u Automobili Lamborghini René Leimeru godinu dana kasnije.  Povukao se na svoje imanje "La Fiorita" u talijanskoj pokrajini Umbria u blizini jezera Trasimeno, koje je kupio 1971.g. Ondje se je počeo baviti uzgojem vinove loze, tradicionalnih sorti toga kraja i uspješnom proizvodnjom kvalitetnih vina (vino Lamborghini). 
Ferruccio Lamborghini preminuo je u Perugi 1993. g. dobi od 76 godina.

## Vanjske poveznice
- (engl.)Lamborghini Experience (Ferruccio & Tonino Lamborghini)  Arhivirana inačica izvorne stranice od 4. listopada 2006. (Wayback Machine)
- (tal.) Lamborghini agriturismo, golf, vino in Umbria  Arhivirana inačica izvorne stranice od 28. siječnja 2015. (Wayback Machine)